# YUV

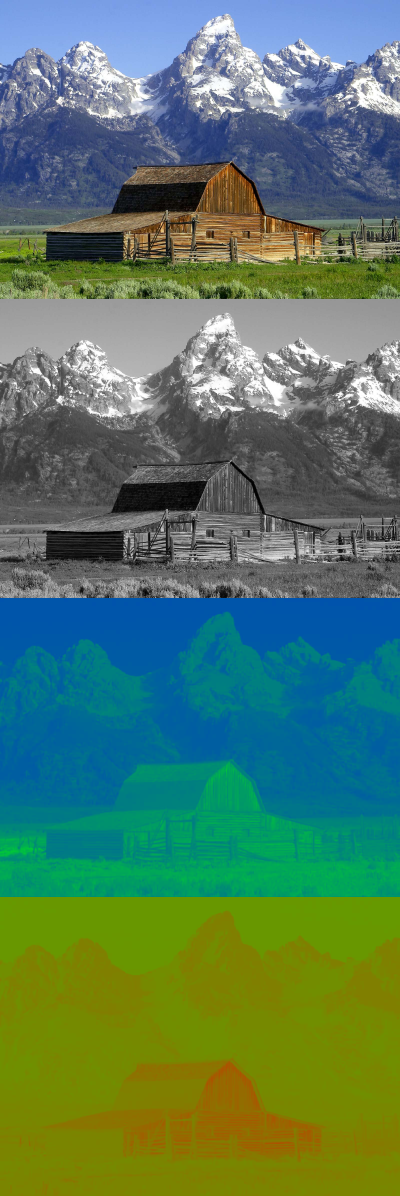
Фотографія та її YUV-компоненти.

YUV — кольорова модель, в якій колір представляється як 3 компоненти — яскравість (Y) і дві кольороворізносні (U і V).
Конверсія в RGB і назад здійснюється за наступними формулами: Для простої конверсії 

R = Y + 1.13983 * (V — 128);

G = Y — 0.39465 * (U — 128) — 0.58060 * (V — 128);

B = Y + 2.03211 * (U — 128); 

Y = 0.299 * R + 0.587 * G + 0.114 * B;

U =-0.14713 * R — 0.28886 * G + 0.436 * B + 128;

V = 0.615 * R — 0.51499 * G — 0.10001 * B + 128;

Де R, G, B — відповідно інтенсивності кольорів червоного, зеленого та синього, Y — яскравісна складова, U і V — кольороворізністні складові.
Модель широко застосовується в телемовленні та зберіганні/обробці відеоданих. Яскравісна компонента містить «чорно-біле» (у відтінках сірого) зображення, а дві компоненти, що залишилися, містять інформацію для відновлення належного кольору.
Це було зручно в момент появи кольорового ТБ для сумісності зі старими чорно-білими телевізорами.
У колірному просторі YUV є один компонент, який представляє яскравість (сигнал яскравості), і два інших компоненти, які представляють колір (сигнал кольоровості). У той час як яскравість передається з усіма деталями, деякі деталі в компонентах кольороворізносного сигналу, позбавленого інформації про яскравість, можуть бути видалені шляхом пониження дозволу відліків (фільтрація або усереднення), що може бути зроблено декількома способами (т.ч. є багато форматів для збереження зображення в колірному просторі YUV).
YUV часто плутають з колірним простором YCbCr, і, зазвичай, терміни YCbCr і YUV використовуються як взаємозамінні, що призводить до деякої плутанини. Коли мова йде про відео або сигналах в цифровій формі, термін «YUV» переважно означає «Y 'CbCr».